# Discographie de Marillion
Cet article présente la discographie du groupe de rock progressif anglais, Marillion. Il a enregistré vingt albums studios et dix-huit albums live. Sont également parus six compilations ainsi que quarante singles.

## Présentation
On peut distinguer deux périodes dans la discographie de Marillion. La première qui commence en 1982 avec la sortie du premier single, Market Square Heroes en 1982 et se prolongera jusqu'au départ du chanteur Fish en 1988. Cette première période est riche de quatre albums studios qui seront ceux qui se vendront le mieux dans la discographie du groupe, notamment Misplaced Childhood qui atteindra la première place des charts britanniques et seras certifié disque de platine au Royaume-Uni ainsi qu'en Allemagne. La deuxième période commence avec l'arrivée du chanteur Steve Hogarth et la sortie de l'album Seasons End (#7 et disque d'or au Royaume-Uni) à nos jours. Cette période comprend seize albums studios qui connaitront moins de succès que leurs prédécesseurs. 
Le groupe doit son succès au public des pays européens, principalement le Royaume-Uni et l'Allemagne. Il a su conquérir également les Pays-Bas, la Suède et la France. Le groupe a eu un petit succès d'estime au Canada et aux États-Unis (sur la première période) mais ne percera pas en Australie et en Nouvelle-Zélande. Sur le site officiel du groupe, l'estimation de la vente des albums se monte à plus de 15 000 000 d'exemplaires (estimation de 2008).

## Formations

### M 1
- Fish: chant
- Steve Rothery: guitares
- Pete Trewavas: basse
- Mark Kelly: claviers
- Mick Pointer: batterie, percussions

### M 2
- Fish: chant
- Steve Rothery: guitares
- Pete Trewavas: basse
- Mark Kelly: claviers
- Ian Mosley: batterie, percussions

### M 3
- Steve Hogarth: chant
- Steve Rothery: guitares
- Pete Trewavas: basse
- Mark Kelly: claviers
- Ian Mosley: batterie, percussions

## Albums

### Albums studio
| Titre & détails | Classements des ventes | Classements des ventes | Classements des ventes | Classements des ventes | Classements des ventes | Classements des ventes | Classements des ventes | Classements des ventes | Classements des ventes | Classements des ventes | Classements des ventes | Classements des ventes | Classements des ventes | Classements des ventes | Classements des ventes | Classements des ventes | Classements des ventes | Certifications          |
| Titre & détails | UK                     | Rock                   | ALL                    | AUT                    | BEL                    | BEL                    | CAN                    | ECO                    | ESP                    | FIN                    | FRA                    | ITA                    | NOR                    | P-B                    | SUÈ                    | SUI                    | USA                    | Certifications          |
| Titre & détails | UK                     | Rock                   | ALL                    | AUT                    | (V)                    | (W)                    | CAN                    | ECO                    | ESP                    | FIN                    | FRA                    | ITA                    | NOR                    | P-B                    | SUÈ                    | SUI                    | USA                    | Certifications          |
| --- | ---------------------- | ---------------------- | ---------------------- | ---------------------- | ---------------------- | ---------------------- | ---------------------- | ---------------------- | ---------------------- | ---------------------- | ---------------------- | ---------------------- | ---------------------- | ---------------------- | ---------------------- | ---------------------- | ---------------------- | ----------------------- |
| Script for a Jester's Tear - Sortie : 14 mars 1983 - Formation : M1 - Label : EMI - Formats: LP, K7                                                  | 7                      | 3                      | 5                      | —                      | —                      | 181                    | 51                     | 4                      | 49                     | —                      | —                      | —                      | —                      | 56                     | 42                     | —                      | 175                    | : Platine ·             |
| Fugazi - Sortie : 12 mars 1984 - Formation : M2 - Label : EMI - Formats: LP, K7, CD                                                                  | 5                      | 4                      | 4                      | —                      | 71                     | 31                     | 71                     | 9                      | 58                     | —                      | —                      | —                      | —                      | 14                     | 23                     | 13                     | —                      | : Or ·                  |
| Misplaced Childhood - Formation : M2 - Sortie : 17 juin 1985 - Formation : M2 - Label : EMI - Formats: LP, K7, CD                                    | 1                      | 5                      | 3                      | —                      | —                      | —                      | 88                     | 16                     | —                      | —                      | 182                    | 96                     | 10                     | 6                      | 15                     | 6                      | 47                     | : Platine · : Platine · |
| Clutching at Straws - Sortie : 22 juin 1987 - Formation : M2 - Label : EMI - Formats: LP, K7, CD                                                     | 2                      | 1                      | 3                      | 16                     | —                      | 119                    | 81                     | 48                     | —                      | —                      | 20                     | —                      | 4                      | 3                      | 9                      | 3                      | 103                    | : Or · : Or             |
| Seasons End - Sortie : 25 septembre 1989 - Formation : M3 - Label : EMI - Formats: LP, K7, CD                                                        | 7                      | 5                      | 11                     | —                      | —                      | 166                    | —                      | 16                     | —                      | —                      | —                      | —                      | 20                     | 20                     | 28                     | 11                     | —                      | : Or ·                  |
| Holidays in Eden - Sortie : 24 juin 1991 - Formation : M3 - Label : EMI - Formats: LP, K7, CD                                                        | 7                      | —                      | 10                     | —                      | 62                     | 39                     | —                      | 16                     | —                      | —                      | —                      | —                      | —                      | 7                      | 36                     | 17                     | —                      | —                       |
| Brave - Sortie : 7 février 1994 - Formation : M3 - Label : EMI - Formats: LP, K7, CD                                                                 | 10                     | —                      | 17                     | —                      | 176                    | —                      | —                      | 64                     | —                      | —                      | —                      | —                      | —                      | 7                      | 25                     | 21                     | —                      | —                       |
| Afraid of Sunlight - Sortie : 3 juillet 1995 - Formation : M3 - Label : EMI - Formats: LP, K7, CD                                                    | 16                     | —                      | 52                     | —                      | —                      | —                      | —                      | 34                     | —                      | —                      | 171                    | —                      | —                      | 8                      | 34                     | —                      | —                      | —                       |
| This Strange Engine - Sortie : 9 avril 1997 - Formation : M3 - Label : Castle Com./Raw Power - Formats: K7, CD                                       | 27                     | 1                      | 14                     | —                      | —                      | —                      | —                      | 35                     | —                      | 39                     | —                      | —                      | —                      | 10                     | —                      | 54                     | —                      | —                       |
| Radiation - Sortie : 21 septembre 1998 - Formation : M3 - Label : Castle Com./Raw Power - Formats: K7, CD                                            | 35                     | 1                      | 46                     | —                      | —                      | —                      | —                      | 63                     | —                      | —                      | 56                     | —                      | —                      | 26                     | —                      | —                      | —                      | —                       |
| marillion.com - Sortie : 18 octobre 1999 - Formation : M3 - Label : Castle Com./Intact - Formats: K7, CD                                             | 53                     | —                      | 55                     | —                      | —                      | —                      | —                      | 90                     | —                      | —                      | 66                     | —                      | —                      | 40                     | —                      | —                      | —                      | —                       |
| Anoraknophobia - Sortie : 15 mai 2001 - Formation : M3 - Label : Castle Com./Intact - Formats: CD                                                    | —                      | —                      | 42                     | —                      | —                      | —                      | —                      | —                      | —                      | —                      | 62                     | —                      | —                      | 67                     | —                      | —                      | —                      | —                       |
| Marbles - Sortie : 3 mai 2004 - Formation : M3 - Label : Intact - Formats: 2xCD, 2xLP                                                                | —                      | —                      | 56                     | —                      | —                      | —                      | —                      | —                      | —                      | —                      | 68                     | 58                     | —                      | 42                     | —                      | —                      | —                      | —                       |
| Somewhere Else - Sortie : 20 avril 2007 - Formation : M3 - Label : Intact - Formats: CD                                                              | 24                     | —                      | 36                     | —                      | —                      | —                      | —                      | 33                     | —                      | —                      | 59                     | 47                     | —                      | 18                     | —                      | 83                     | —                      | —                       |
| Hapiness Is the Road (Essence) Hapiness Is the Road (The Hard Shoulder) - Sortie : 20 octobre 2008 - Formation : M3 - Label : Intact - Formats: 2xCD | —                      | —                      | —                      | —                      | —                      | —                      | —                      | —                      | —                      | —                      | —                      | —                      | —                      | 83 85                  | —                      | —                      | —                      | —                       |
| Less Is More - Sortie : 2 octobre 2009 - Formation : M3 - Label : Intact - Formats: CD, téléchargement                                               | —                      | —                      | —                      | —                      | —                      | —                      | —                      | —                      | —                      | —                      | 156                    | —                      | —                      | 72                     | —                      | —                      | —                      | —                       |
| Sounds That Can't Be Made - Sortie : 14 septembre 2012 - Formation : M3 - Label : Intact / earMusic - Formats: CD, 2xLP, téléchargement              | 43                     | 2                      | 29                     | 51                     | 134                    | 75                     | —                      | 49                     | —                      | —                      | 41                     | 47                     | 37                     | 22                     | 55                     | 58                     | —                      | —                       |
| Fuck Everyone and Run (F E A R) - Sortie : 23 septembre 2016 - Formation : M3 - Label : Intact / earMusic - Formats: CD, 2xLP, téléchargement        | 4                      | 1                      | 10                     | 43                     | 36                     | 21                     | —                      | 4                      | 88                     | —                      | 14                     | 14                     | —                      | 6                      | 17                     | 15                     | —                      | —                       |
| With Friends from the Orchestra - Sortie : 29 novembre 2019 - Formation : M3 - Label : Intact / earMusic - Formats: CD, 2xLP, téléchargement         | —                      | —                      | 69                     | —                      | —                      | —                      | —                      | 85                     | —                      | —                      | 179                    | —                      | —                      | 79                     | —                      | 85                     | —                      | —                       |
| An Hour Before It's Dark - Sortie : 4 mars 2022 - Formation : M3 - Label : Intact / earMusic - Formats: CD, 2xLP, téléchargement                     | 2                      | 1                      | 2                      | 25                     | 11                     | 7                      | —                      | 2                      | 9                      | 38                     | 13                     | 16                     | 32                     | 2                      | 29                     | 6                      | —                      | —                       |
| "—" indique que l'album n'entra pas dans les classements musicaux de ces pays.                                                                       |                        |                        |                        |                        |                        |                        |                        |                        |                        |                        |                        |                        |                        |                        |                        |                        |                        |                         |

### Albums Live
| Titre & détails | Classements des ventes | Classements des ventes | Classements des ventes | Classements des ventes | Classements des ventes | Classements des ventes | Classements des ventes | Classements des ventes | Classements des ventes | Certifications |
| Titre & détails | UK                     | Rock                   | ALL                    | BEL (W)                | ECO                    | FRA                    | P-B                    | SUÈ                    | SUI                    | Certifications |
| --- | ---------------------- | ---------------------- | ---------------------- | ---------------------- | ---------------------- | ---------------------- | ---------------------- | ---------------------- | ---------------------- | -------------- |
| Real to Reel - Sortie : novembre 1984 - Formation : M2 - Label : EMI - Formats : LP, K7                                                               | 8                      | —                      | 38                     | —                      | —                      | —                      | —                      | 49                     | —                      | : Or ·         |
| The Thieving Magpie (La Gazza Ladra) - Sortie : 28 novembre 1988 - Formation : M2 - Label : EMI - Formats : 2xLP, 2xCD, 2xK7                          | 25                     | —                      | 19                     | —                      | —                      | —                      | 15                     | 33                     | 18                     | : Or ·         |
| Made Again - Sortie : 25 mars 1996 - Formation : M3 - Label : Intact Records - Formats : 2xCD, 2xK7                                                   | 37                     | 5                      | —                      | —                      | 47                     | —                      | 35                     | —                      | —                      | —              |
| Anorak in the UK - Sortie : avril 2002 - Formation : M3 - Label : Intact - Format : 2xCD                                                              | —                      | —                      | —                      | —                      | —                      | 135                    | —                      | —                      | —                      | —              |
| Marbles Live - Sortie : 2 octobre 2005 - Formation : M3 - Label : Intact - Format : CD                                                                | —                      | —                      | —                      | —                      | —                      | —                      | —                      | —                      | —                      | —              |
| Recital of the Script - Sortie : 19 juin 2009 - Formation : M1 - Label : EMI - Format : 2xCD                                                          | —                      | —                      | —                      | —                      | —                      | —                      | —                      | —                      | —                      | —              |
| Live from Loreley - Sortie : 2009 - Formation : M2 - Label : EMI - Format : 2xCD                                                                      | —                      | —                      | —                      | —                      | —                      | —                      | —                      | —                      | —                      | —              |
| The Official Bootlegs Vol.2 - Sortie : 28 mai 2010 - Formation : M3 - Label : EMI - Format: Box set 8 CD                                              | —                      | —                      | —                      | —                      | —                      | —                      | —                      | —                      | —                      | —              |
| Live from Cadogan Hall - Sortie : 18 février 2011 - Label : Edel AG - Format: 2xCD                                                                    | —                      | —                      | 56                     | —                      | —                      | 89                     | —                      | —                      | —                      | —              |
| Early Stages: The Highlights - Sortie : 8 mars 2013 - Formation : M1 + M2 - Label : EMI - Format : 2xCD                                               | —                      | —                      | —                      | 167                    | —                      | —                      | —                      | —                      | —                      | —              |
| Somewhere in London - Sortie : 20 septembre 2013 - Formation : M3 - Label : Madfish Rec. - Formats : 2xCD, DVD                                        | —                      | 29                     | —                      | —                      | —                      | —                      | —                      | —                      | —                      | —              |
| A Sunday Night Above The Rain - Sortie : 2 mai 2014 - Formation : M3 - Label : earMusic - Formats : 2xCD, 3xLP, téléchargement                        | —                      | —                      | 77                     | 179                    | —                      | —                      | —                      | —                      | —                      | —              |
| Marbles in the Park - Sortie : 20 janvier 2017 - Label : earMusic - Formats : 2xCD, 3xLP, téléchargement                                              | —                      | 22                     | 60                     | 135                    | —                      | —                      | 89                     | —                      | —                      | —              |
| Size Matters - Sortie : 19 janvier 2018 - Formation : M3 - Label : Edel AG - Format: 2xCD                                                             | —                      | 18                     | —                      | —                      | —                      | —                      | —                      | —                      | —                      | —              |
| Unplugged at the Walls - Sortie : 23 mars 2018 - Formation : M3 - Label : earMusic - Format: 2xCD                                                     | —                      | 18                     | —                      | —                      | —                      | —                      | —                      | —                      | —                      | —              |
| All One Tonight - Live At The Royal Albert Hall - Sortie : 27 juillet 2018 - Formation : M3 - Label : earMusic - Formats : 2xCD, 4xLP, téléchargement | —                      | 4                      | 21                     | 185                    | 77                     | 143                    | 83                     | —                      | —                      | —              |
| With Friends at ST. David's - Sortie : 28 mai 2021 - Formation : M3 - Label : Edel AG - Formats: 2xCD, Téléchargement                                 | —                      | 6                      | 27                     | —                      | 51                     | —                      | —                      | —                      | 62                     | —              |
| An Hour Before It's Dark - Live In Port Zélande 2023 - Sortie : 21 juin 2024 - Label : Edel AG - Format: 2xCD                                         | —                      | 7                      | 39                     | —                      | 65                     | —                      | —                      | —                      | —                      | —              |
| "—" indique que l'album n'entra pas dans les classements musicaux de ces pays.                                                                        |                        |                        |                        |                        |                        |                        |                        |                        |                        |                |

### Compilations
| Titre & détails                                                                         | Classements des ventes | Classements des ventes | Classements des ventes | Classements des ventes |
| Titre & détails                                                                         | UK                     | ALL                    | P-B                    | SUI                    |
| --------------------------------------------------------------------------------------- | ---------------------- | ---------------------- | ---------------------- | ---------------------- |
| B'Sides Themselves - Sortie : 1988 - Label : EMI - Formats : LP, K7, CD                 | 64                     | —                      | 52                     | —                      |
| A Singles Collection 1982-1992 - Sortie : - Label : EMI - Formats :LP, CD, K7           | 27                     | 46                     | 31                     | 38                     |
| The Best of Both Worlds - Sortie : 21 février 1997 - Label : EMI - Formats: 2xCD, 4xLP  | 88                     | —                      | 58                     | —                      |
| The Best of Marillion - Sortie : 7 juillet 20003 - Label : EMI - Format: CD             | —                      | —                      | —                      | —                      |
| The Singles 82-88 - Sortie : 16 octobre 2009 - Label : EMI - Format: CD                 | —                      | —                      | —                      | —                      |
| The Singles Vol.2 89-95 - Sortie : 16 octobre 2009 - Label : EMI - Format: Box set 4xCD | —                      | —                      | —                      | —                      |
| "—" indique que l'album n'entra pas dans les classements musicaux de ces pays.          |                        |                        |                        |                        |

## Ep et singles

### Ep
| Titre & détails                                                                                    | Classements des ventes | Classements des ventes |
| Titre & détails                                                                                    | ALL                    | USA                    |
| -------------------------------------------------------------------------------------------------- | ---------------------- | ---------------------- |
| Brief Encounter - Sortie : mars 1986 - Formation : M1 - Label : Capitol Records - Format: 12" Maxi | 42                     | 67                     |

### Singles
Comme pour les albums, les singles sortis lors de la première période du groupe, sont ceux qui ont eu le plus de succès, notamment Kaleigh qui atteindra la deuxième place du classement britannique. Le single se classa aussi à la 74e place du Billboard Hot 100 américain et à la 76e place au Canada.
| Titre                                                                            | Détails | Classements des ventes | Classements des ventes | Classements des ventes | Classements des ventes | Classements des ventes | Classements des ventes | Classements des ventes | Classements des ventes | Classements des ventes | Classements des ventes | De l'album                      |
| Titre                                                                            | Détails | UK                     | ALL                    | BEL(V)                 | CAN                    | IRL                    | ITA                    | NOR                    | P-B                    | SUI                    | USA Hot 100            | De l'album                      |
| -------------------------------------------------------------------------------- | --- | ---------------------- | ---------------------- | ---------------------- | ---------------------- | ---------------------- | ---------------------- | ---------------------- | ---------------------- | ---------------------- | ---------------------- | ------------------------------- |
| Market Square Heroes                                                             | - Sortie : 25 octobre 1982 - Face B : Three Boats Down from the Candy - Label : EMI - Formats : 7" & 12" singles                          | 53                     | —                      | —                      | —                      | —                      | —                      | —                      | —                      | —                      | —                      | Non album single                |
| He Knows You Know                                                                | - Sortie : 31 janvier 1983 - Face B: Charting the Single - Label : EMI - Formats : 7" & 12" singles                                       | 35                     | —                      | —                      | —                      | —                      | —                      | —                      | —                      | —                      | —                      | Script for a Jester's Tear      |
| Garden Party                                                                     | - Sortie : 6 juin 1983 Face B : Margaret - Label : EMI - Formats : 7" & 12" singles                                                       | 16                     | —                      | —                      | —                      | 15                     | —                      | —                      | —                      | —                      | —                      | Script for a Jester's Tear      |
| Punch & Judy                                                                     | - Sortie : 30 janvier 1984 - Face B : Market Square Heroes / Three Boats Down from the Candy - Label : EMI - Formats : 7" & 12" singles   | 29                     | —                      | —                      | —                      | —                      | —                      | —                      | —                      | —                      | —                      | Fugazi                          |
| Assassing                                                                        | - Sortie : 30 avril 1984 - Face B : Cinderella Search - Label : EMI - Formats : 7" & 12" singles                                          | 22                     | —                      | —                      | —                      | 27                     | —                      | —                      | —                      | —                      | —                      | Fugazi                          |
| Kayleigh                                                                         | - Sortie : 6 mai 1985 - Face B : Lady Nina - Label : EMI - Formats : 7" & 12" singles - : Argent                                          | 2                      | 7                      | 39                     | 76                     | 4                      | 27                     | 8                      | 12                     | 19                     | 74                     | Misplaced Childhood             |
| Lavender                                                                         | - Sortie : 27 août 1985 - Face B : Freaks - Label : EMI - Formats : 7" & 12" singles                                                      | 5                      | 39                     | —                      | —                      | 5                      | —                      | —                      | —                      | —                      | —                      | Misplaced Childhood             |
| Heart of Lothian                                                                 | - Sortie : 18 novembre 1985 - Face B : Chelsea Monday (Live) - Label : EMI - Formats : 7" & 12" singles                                   | 29                     | 51                     | —                      | —                      | 21                     | —                      | —                      | —                      | —                      | —                      | Misplaced Childhood             |
| Lady Nina                                                                        | - Sortie : 16 février 186 - Face B : Heart of Liothan - USA et Canada uniquement - Label : Capitol Records - Formats : 7" & 12" singles   | —                      | —                      | —                      | —                      | —                      | —                      | —                      | —                      | —                      | —                      | Brief Encounter                 |
| Garden Party (Live)                                                              | - Sortie : 1986 - Face B: Kayleigh (Live) / Market Square Heroes (Live) - Allemagne uniquement - Label : EMI - Formats : 7" & 12" singles | —                      | —                      | —                      | —                      | —                      | —                      | —                      | —                      | —                      | —                      | Non album single                |
| Incommunicado                                                                    | - Sortie : 11 mai 1987 - Face B : Going Under - Label : EMI - Formats : 7" & 12" singles                                                  | 6                      | 22                     | —                      | —                      | 4                      | —                      | —                      | 25                     | 23                     | —                      | Clutching at Straws             |
| Sugar Mice                                                                       | - Sortie : 13 juillet 1987 - Face B : Tux On - Label : EMI - Formats : 7" & 12" singles                                                   | 22                     | 59                     | —                      | —                      | 17                     | —                      | —                      | 45                     | —                      | —                      | Clutching at Straws             |
| Warm Wet Circles                                                                 | - Sortie : 26 octobre 1987 - Face B : White Russian (Live) - Label : EMI - Formats : 7" & 12" singles                                     | 22                     | —                      | —                      | —                      | 20                     | —                      | —                      | 67                     | —                      | —                      | Clutching at Straws             |
| Freaks (Live)                                                                    | - Sortie : 21 novembre 1988 - Face B : Kayleigh (Live) - Label : EMI - Formats : 7", 12" & CD singles                                     | 24                     | —                      | —                      | —                      | —                      | —                      | —                      | 84                     | —                      | —                      | The Thieving Magpie             |
| Hooks in You                                                                     | - Sortie : 24 août 1989 - Face B : After Me - Label : EMI - Formats : 7", 12" & CD singles                                                | 30                     | 71                     | —                      | —                      | —                      | —                      | —                      | 58                     | —                      | —                      | Seasons End                     |
| Uninvited Guest                                                                  | - Sortie : 27 novembre 1989 - Face B : The Bell in the Sea - Label : EMI - Formats : 7", 12" & CD singles                                 | 53                     | —                      | —                      | —                      | —                      | —                      | —                      | 85                     | —                      | —                      | Seasons End                     |
| Easter                                                                           | - Sortie : 26 mars 1990 - Face B : - Label : EMI - Formats : 7", 12" & CD singles                                                         | 34                     | —                      | —                      | —                      | —                      | —                      | —                      | —                      | —                      | —                      | Seasons End                     |
| Cover My Eyes (Pain and Heaven)                                                  | - Sortie : 28 mai 1991 - Face B : How Can It Hurt - Label : EMI - Formats : 7", 12" & CD singles                                          | 34                     | 73                     | —                      | —                      | —                      | —                      | —                      | 14                     | —                      | —                      | Holidays in Eden                |
| No One Can                                                                       | - Sortie : 22 juillet 1991 - Face B : A Collection - Label : EMI - Formats : 7", 12" & CD singles                                         | 33                     | —                      | —                      | —                      | —                      | —                      | —                      | —                      | —                      | —                      | Holidays in Eden                |
| Dry Land                                                                         | - Sortie : 11 septembre 1991 - Face B : Holloway Girl - Label : EMI - Formats : 7", 12" & CD singles                                      | 34                     | —                      | —                      | —                      | —                      | —                      | —                      | —                      | —                      | —                      | Holidays in Eden                |
| Sympathy                                                                         | - Sortie : 19 mai 1992 - Face B : Kaleigh (Live) - Label : EMI - Formats : 7", 12" & CD singles                                           | 17                     | —                      | —                      | —                      | —                      | —                      | —                      | 26                     | —                      | —                      | A Single Collection             |
| No One Can (1992)                                                                | - Sortie : 6 juillet 1992 - Face B : Cover My Eyes (Pain & Heaven) (remix) - Label : EMI - Formats : 7", 12" & CD                         | 26                     | —                      | —                      | —                      | —                      | —                      | —                      | —                      | —                      | —                      | A Single Collection             |
| The Great Escape                                                                 | - Sortie : 1994 - Face B: Made Again : Marouatte Jam - Label : EMI - Formats : CD single                                                  | —                      | —                      | —                      | —                      | —                      | —                      | —                      | 38                     | —                      | —                      | Brave                           |
| The Hollow Man                                                                   | - Sortie : 6 mars 1994 - Face B : Brave - Label : EMI - Formats : K7 & 7" CD                                                              | 30                     | —                      | —                      | —                      | —                      | —                      | —                      | —                      | —                      | —                      | Brave                           |
| Alone Again in the Lap of Luxury                                                 | - Sortie : avril 1994 - Face B : Living with the Big Lie / The Space (live) - Label : EMI - Formats : K7 & 12" CD                         | 53                     | —                      | —                      | —                      | —                      | —                      | —                      | —                      | —                      | —                      | Brave                           |
| Beautiful                                                                        | - Sortie : 29 mai 1995 - Face B : Live Forever - Label : EMI - Formats : K7 & 12" CD                                                      | 29                     | —                      | —                      | —                      | —                      | —                      | —                      | 46                     | —                      | —                      | Afraid of Sunlight              |
| Man of a Thousand Faces                                                          | - Sortie : 1997 - Face B : Beautiful (acoustique) - Label : Intact Records - Formats : K7 & CD                                            | 98                     | —                      | —                      | —                      | —                      | —                      | —                      | —                      | —                      | —                      | This Strange Engine             |
| Eighty Days                                                                      | - Sortie : 1997 - Face B : This Strange Engine (Live) / Bell in the Sea (Live) - Label : Intact Rec. - Format : CD                        | —                      | —                      | —                      | —                      | —                      | —                      | —                      | —                      | —                      | —                      | This Strange Engine             |
| These Chains                                                                     | - Sortie : 1998 - Face B : Fake Plastic Trees (Live) / Memory of Water((Big Beat Mix)) - Label : Intact Rec. - Format : CD                | 78                     | —                      | —                      | —                      | —                      | —                      | —                      | —                      | —                      | —                      | Radiation                       |
| Between of You and Me                                                            | - Sortie : septembre 2001 - Face B : Map of the World - Label : Intact Rec. - Format : CD                                                 | —                      | —                      | —                      | —                      | —                      | —                      | —                      | —                      | —                      | —                      | Anorakphobia                    |
| You're Gone                                                                      | - Sortie : 19 avril 2004 - Face B : Faith (Live) - Label : Intact Rec. - Format : CD                                                      | 7                      | —                      | —                      | —                      | —                      | —                      | —                      | 8                      | —                      | —                      | Marbles                         |
| Don't Hurt Yourself                                                              | - Sortie : 12 juillet 2004 - Label : Intact Rec. - Format : CD                                                                            | 16                     | —                      | —                      | —                      | —                      | —                      | —                      | 35                     | —                      | —                      | Marbles                         |
| The Damage (Live)                                                                | - Sortie : 2005 - Label : Intact Rec. - Format : CD promo                                                                                 | —                      | —                      | —                      | —                      | —                      | —                      | —                      | —                      | —                      | —                      | Marbles Live                    |
| See It Like a Baby                                                               | - Sortie : 2007 - Label : Intact Rec. - Format : CD promo                                                                                 | 45                     | —                      | —                      | —                      | —                      | —                      | —                      | —                      | —                      | —                      | Somewhere Else                  |
| Thankyou Whoever You Are                                                         | - Sortie : 15 juin 2007 - Label : Intact Rec.                                                                                             | 15                     | —                      | —                      | —                      | —                      | —                      | —                      | 6                      | —                      | —                      | Somewhere Else                  |
| Whatever Is Wrong with You                                                       | - Sortie : 2008 - Label : Intact Rec. - Format : CD promo                                                                                 | —                      | —                      | —                      | —                      | —                      | —                      | —                      | —                      | —                      | —                      | Hapiness is the Road            |
| The Carol of the Bells                                                           | - Sortie : 2013 - Label : Intact Rec. - Format: téléchargement MP3                                                                        | —                      | —                      | —                      | —                      | —                      | —                      | —                      | —                      | —                      | —                      | Non album single                |
| Living in FEAR                                                                   | - Sortie : 7 octobre 2016 - Label : earMusic - Format :12" & CD                                                                           | —                      | —                      | —                      | —                      | —                      | —                      | —                      | —                      | —                      | —                      | Fuck Everyone and Run (F E A R) |
| The New Kings                                                                    | - Sortie : 8 juillet 2016 - Label : earMusic - Format : téléchargement MP3                                                                | —                      | —                      | —                      | —                      | —                      | —                      | —                      | —                      | —                      | —                      | Fuck Everyone and Run (F E A R) |
| Be Hard on Yourself                                                              | - Sortie : 1er novembre 2021 - Label : earMusic - Format : téléchargement FLAC                                                            | —                      | —                      | —                      | —                      | —                      | —                      | —                      | —                      | —                      | —                      | An Hour Before It's Dark        |
| Murder Machines                                                                  | - Sortie : 4 février 2022 - Label : earMusic - Format : téléchargement FLAC                                                               | —                      | —                      | —                      | —                      | —                      | —                      | —                      | —                      | —                      | —                      | An Hour Before It's Dark        |
| "—" indique que le single n'entra pas dans les classements musicaux de ces pays. | |                        |                        |                        |                        |                        |                        |                        |                        |                        |                        |                                 |